# Finnfjordeidet
Finnfjordeidet est une localité du comté de Troms, en Norvège.

## Géographie
Administrativement, Finnfjordeidet fait partie de la kommune de Lenvik.